# Bernie Ecclestone
Bernard Charles Ecclestone dit Bernie Ecclestone, né le 28 octobre 1930 à Ipswich, dans le comté de Suffolk, Angleterre est un homme d'affaires britannique.
Il fut un temps propriétaire de Brabham, une écurie de Formule 1, avant de s'imposer comme le patron de cette discipline dont il est considéré pendant quatre décennies comme le « grand argentier ». Ecclestone révolutionne l'univers de ce sport en en faisant un business rentable qui a fait disparaître l'amateurisme et l'ambiance des débuts. Il a amassé, grâce à ses activités, une fortune considérée par les magazines spécialisés comme la sixième de Grande-Bretagne.
Son « règne » prend fin en janvier 2017, à la suite du rachat à 100 % par le groupe américain Liberty Media de Delta Topco, la holding possédant les droits commerciaux liés à la Formule 1.

## Biographie
Bernard Charles Ecclestone a d'abord été pilote automobile dès 1949, en Formule 3 de 500 cm3 puis en 1958, après avoir acheté les monoplaces de l'écurie de Formule 1 Connaught Engineering qui se retirait du championnat du monde. Il s'inscrit au Grand Prix de Monaco sur Connaught modèle C mais ne réalise aucun temps en qualification et ne peut pas courir. Il participe également au Grand Prix de Grande-Bretagne la même année en tant que pilote d'essais. Au vu de ses piètres résultats, il devient manager du pilote Stuart Lewis-Evans, dont la mort tragique l'incite à s'éloigner du sport automobile. 
Après avoir fait fortune dans l'immobilier, il revient en Formule 1 comme manager du pilote autrichien Jochen Rindt puis comme directeur de l'écurie Brabham Racing Organisation qu'il rachète fin 1971 et mène au titre mondial avec Nelson Piquet en 1981 et 1983. 
Au milieu des années 1970, il fédère les principales écuries au sein de la Formula One Constructors Association (FOCA) à la tête de laquelle il développe les aspects commerciaux de la Formule 1 (accords avec les organisateurs de Grand Prix, négociation des droits de télévision). De plus en plus influente, la FOCA entend également exercer un droit de regard sur la réglementation sportive de la discipline ce qui aboutit, à la fin de la décennie 1970, à un vif conflit avec la FISA (organe sportif de la FIA) et son président français Jean-Marie Balestre. Cette lutte, désignée sous le nom de conflit FISA-FOCA, aboutit, en 1981, aux accords de la Concorde qui entérinent le partage des pouvoirs entre la FISA et la FOCA : la FISA conserve le pouvoir sportif et le pouvoir économique va à la FOCA. 
En 1987, il revend Brabham et crée la Formula One Promotions and Administration (FOPA) qui gère les droits promotionnels sur les Grands Prix. La même année, il devient vice-président de la FIA. L'élection, en 1991, à la tête de la FIA de son ami Max Mosley, cofondateur de l'écurie March Engineering et de la FOCA, en remplacement de Jean-Marie Balestre, renforce son pouvoir.
Depuis septembre 2007, il est, avec Flavio Briatore, l'un des propriétaires du club de football londonien des Queens Park Rangers. Il vit à Eaton Square dans le centre de Londres en Grande-Bretagne et est propriétaire des infrastructures de la station de ski suisse Les Diablerets. En juillet 2009, il déclare au Times : « C'est terrible à dire je suppose, mais à part le fait qu'Hitler s'est laissé emporter et persuader de faire des choses dont j'ignore s'il voulait les faire ou pas, il était en position de commander beaucoup de gens et d'être efficace […] Si vous observez la démocratie, elle n'a pas fait beaucoup de bien à beaucoup de pays, dont celui-ci [la Grande-Bretagne] » avant de regretter ses propos et de s'excuser quelques jours plus tard. Le 23 janvier 2017, à la suite du rachat des droits commerciaux de la F1, Liberty Media annonce le départ de  Bernie Ecclestone. Chase Carey, le président de Delta Topco, propriétaire du Formula One Management est désormais appuyé par Sean Bratches, ancien haut dirigeant de la chaîne sportive américaine ESPN, pour les affaires relevant du marketing, du sponsoring et des droits médiatiques, et par Ross Brawn pour la direction  sportive.
En octobre 2021, son nom est cité dans les Pandora Papers.
Accusé de n'avoir pas déclaré plus de 400 millions de livres (473 millions d'euros) d'actifs, il fait l'objet, en 2022, d'un procès pour fraude fiscale.

## Vie privée
De son premier mariage avec Ivy Bamford, en 1952, naît Deborah Ecclestone en 1955. Il se remarie, en 1985, avec Slavica Radić et deux filles naissent de cette union : Tamara (née le 28 juin 1984) et Petra (née le 17 décembre 1988). Après leur divorce prononcé en 2009, il se marie pour la troisième fois, en 2012, avec Fabiana Flosi, de 46 ans sa cadette. Cette dernière donne naissance à un fils prénommé Alexander Charles Ecclestone le 1er juillet 2020.

## Résultats en championnat du monde de Formule 1
| Saison | Écurie       | Châssis     | Moteur          | Pneus | GP disputés      | Points inscrits | Classement |
| ------ | ------------ | ----------- | --------------- | ----- | ---------------- | --------------- | ---------- |
| 1958   | B Ecclestone | Connaught B | Alta 4 en ligne | Avon  | 1 (non qualifié) | 0               | non classé |